# 青加山鱂
青加山鱂為輻鰭魚綱鯉齒目鯉齒亞目鯉齒鱂科山鱂屬的其中一種，被IUCN列為次級保育類動物，分布於南美洲智利Chungará湖流域，體長可達7公分，棲息在中底層水域。

## 擴展閱讀
維基物種上的相關：青加山鱂